# Büssing AG
Büssing AG osnovao je Heinrich Büssing 1903. godine kao tvrtku pod nazivom Heinrich Büssing, specijalna tvornica za motorna vozila, motorne autobuse i motore, u gradu Braunschweig. 

## Povijest od 1903. – 1971.
Tvornica se vremenom razvila u jednog od najvećih opskrbljivača autobusa i kamiona u Srednjoj Europi sa značajnim izvozom u inozemstvo. Osobito od 1930-ih, omnibusi s grbom lava oblikovali su sliku gradskog prometa. Büssingova specijalnost bila su vozila s motorima koji su konstruirani na način da su postavljani ispod poda vozačke kabine, tako da su kabine dobile više korisnog prostora. Tvrtku je 1971. godine preuzeo MAN SE.

## Galerija
- Model prvog busa Büssinga; 1904
- Büssing-NAG u vrijeme Wehrmachta, 1944
- Büssing 8000 Kamion (1950–1954)
- Büssing 4000 T Omnibus
- Autobus marke "Büssing AG"
- MAN-Büssing-Lkw još uvijek s Büssingovom kabinom